# Candy Desk
Le candy desk est une tradition du Sénat des États-Unis depuis 1968, selon laquelle un sénateur assis à un pupitre particulier près d'une entrée très fréquentée garde un tiroir plein de bonbons pour les membres du corps. L'occupant actuel du pupitre des bonbons est le sénateur de l’Indiana, Todd Young, depuis 2023.
En 1965, le Californien George Murphy, entré au Sénat, gardait des bonbons dans son pupitre pour les offrir à ses collègues et pour lui-même, bien qu'il soit interdit de manger dans l'enceinte du Sénat. Lorsqu'il a quitté le Sénat après un mandat de six ans, d'autres sénateurs républicains ont maintenu cette coutume. Cette tradition naissante n'a été rendue publique qu'au milieu des années 1980, lorsque le sénateur de Washington Slade Gorton l'a révélée en annonçant qu'il s'assiérait au pupitre des bonbons.
Parmi les sénateurs qui ont maintenu la tradition du pupitre des bonbons, citons John McCain, Harrison Schmitt et Rick Santorum, qui l'a garni de confiseries provenant de son État natal, la Pennsylvanie, notamment de la chocolaterie Hershey. Après le départ de Santorum du Sénat en 2007, le pupitre des bonbons a été maintenu par un certain nombre de sénateurs pour une courte période chacun, avant que le sénateur de Pennsylvanie Toomey ne commence son séjour en 2015.

## Histoire

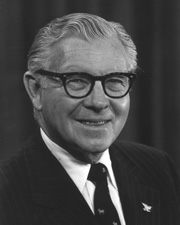
George Murphy, sénateur californien à mandat unique, est considéré comme le fondateur de la tradition du bureau de bonbons.

George Murphy a été élu sénateur de Californie en 1964, pour prendre ses fonctions l'année suivante. Murphy, connu pour ses chansons et ses danses dans des comédies musicales telles que Broadway Melody of 1938, Broadway Melody of 1940 et For Me and My Gal, avait un goût pour les sucreries. Peu de temps après son entrée au Sénat, il a commencé à garder des bonbons dans son pupitre ; puis, en 1968, il a changé de bureau et s'est retrouvé à l'endroit où se trouve maintenant le pupitre des bonbons. Comme un plus grand nombre de sénateurs passaient quotidiennement devant son bureau, il a commencé à offrir le contenu de son pupitre à ses collègues. Les sénateurs qui ont été invités à prendre part aux sucreries ont commencé à appeler le pupitre de Murphy le "candy desk". Murphy a été battu lors des élections sénatoriales de 1970, mais les sénateurs suivants ont perpétué la tradition consistant à offrir des bonbons dans leur bureau pour le plaisir de l'ensemble du Sénat.
Paul Fannin, Harrison Schmitt, Roger Jepsen et Steve Symms ont tous poursuivi la tradition du nouveau pupitre à bonbons, dans cet ordre, après la fin du seul mandat de Murphy. Fannin, Schmitt et Jepsen n'ont fourni que des bonbons durs, mais Symms a été le premier à stocker des sucreries fournies par des "associations de bonbons et de chocolat". Pendant le mandat de ces sénateurs, le bureau des bonbons n'était pas fixé à un endroit particulier. Les plans de salle du Sénat montrent que Schmitt, lorsqu'il travaillait au pupitre des bonbons, s'est assis à un siège à droite de l'emplacement traditionnel pour le 95e Congrès, puis de l'autre côté de l'allée pour le 96e.
Rien de ce qui précède n'a été connu du public jusqu'en 1985, lorsque Slade Gorton a publié un communiqué de presse déclarant : "Il était désormais l'occupant de ce pupitre et poursuivrait les riches traditions commencées par Murphy". Il a également nommé les anciens sénateurs qui avaient poursuivi la tradition.
En 1997, le bureau de bonbons a été cité par Kit Bond lors d'un débat sur la National Defense Authorization Act pour l'exercice 1998. Il a comparé la taille des puces électroniques à des bonbons qu'il avait pris dans le pupitre.
Le point culminant, en termes de bonbons bien connus, est survenu pendant les dix années où Rick Santorum s'est assis au pupitre des bonbons (1997-2007). En tant que sénateur de Pennsylvanie, il a rempli le pupitre des bonbons avec des bonbons Hershey et des produits Just Born (tels que Mike and Ike et Hot Tamales ). Au cours de cette période, Hershey a expédié environ 100 livres de chocolat et d'autres bonbons quatre fois par an pour que Santorum remplisse le bureau. Lorsque Santorum n'a pas été réélu lors des élections sénatoriales américaines de 2006, Hershey a cessé de fournir le pupitre. "Nous avons été ravis d'avoir contribué à adoucir les débats du Congrès", a déclaré Kirk Saville, porte-parole de Hershey.
Des problèmes sont survenus après la défaite de Santorum pour sa réélection au Sénat en 2006, et le sénateur Craig Thomas a commencé son mandat au bureau des bonbons. Le Wyoming, l'État qu'il représentait, n'a pas de membres de la National Confectioners Association, et donc pas de confiseurs assez grands pour donner des centaines de dollars de bonbons pour remplir le pupitre. Les règles d'éthique du Sénat « interdisent aux membres d'accepter des cadeaux d'une valeur de 100 $ ou plus par an d'une seule source », ce qui peut devenir un problème si une grande quantité de bonbons est consommée chaque année sur le pupitre. Une exception à cette règle permet des dons plus importants d'objets créés ou produits dans l'État dont le sénateur est originaire, tant que les articles ne sont principalement pas utilisés par le sénateur et son personnel. C'est ainsi que les sénateurs peuvent « offrir aux visiteurs des collations maison, comme du jus d'orange de Floride ou des cacahuètes de Géorgie ».
Lorsqu'on lui a demandé si Thomas était responsable du pupitre des bonbons, Susan Smith, une représentante de la National Confectioners Association, a déclaré : « Nous sommes heureux de fournir des bonbons s'il y a des membres [de l'association]... Ce serait difficile pour nous de le faire maintenant."  Ces problèmes ont été contournés en demandant à de nombreuses petites confiseries et chocolatiers locaux du Wyoming d'offrir de petites quantités de bonbons qui ont fait l'objet d'une rotation dans le pupitre.
Après le décès de Thomas en 2007, il est pris en charge par George Voinovich puis Mel Martinez. Les deux avaient des mandats relativement courts. En 2009, George LeMieux, successeur de Martinez, a commencé à siéger au bureau  et y était jusqu'à ce qu'il quitte le Sénat en 2011. Mark Kirk de l'Illinois a occupé le pupitre de 2011 à 2015.

## Emplacement
Le pupitre des bonbons n'est pas un pupitre spécifique dans la chambre du Sénat, mais plutôt une fonction spécifique dans la chambre, et tout pupitre que le sénateur ayant cette fonction choisit d'utiliser devient le pupitre des bonbons.

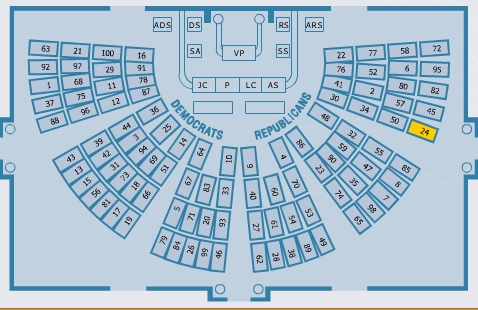
Emplacement du pupitre des bonbons (en jaune) dans la chambre du Sénat.

L'emplacement du pupitre est resté inchangé depuis au moins le 97e Congrès (1981-1983). Il se trouve à côté de la porte est de la chambre du Sénat. La plupart des sénateurs entrent dans la chambre par cette porte, qui est adjacente aux ascenseurs menant à l'un des arrêts du métro du Capitole des États-Unis.
Le pupitre est le premier pupitre à droite, ou côté républicain, et se trouve dans la dernière rangée de bureaux. Traditionnellement, le pupitre des bonbons est toujours du côté républicain de la salle du Sénat et est utilisé par un sénateur républicain. De 2015 à 2023, le pupitre est occupé par le sénateur de Pennsylvanie Pat Toomey. Il est désormais occupé par Todd Young, sénateur de l'Indiana.

## Autres pupitres de bonbons
Les démocrates ont également un pupitre de bonbons depuis au moins 1985. Un pupitre à roulettes situé sur le mur avant, appartenant au secrétaire de la Conférence démocratique du Sénat des États-Unis, est également rempli de bonbons. Cette tradition a commencé « un peu plus tard » que le pupitre « officiel » ; Hershey Kisses étaient les bonbons les plus populaires de ce bureau dans les années 1980, suivis des petits caramels. Les bonbons pour ce pupitre sont payés via un « fonds de bonbons » auquel contribuent les sénateurs qui souhaitent participer au contenu du bureau. Jusqu'à ce qu'il quitte le Sénat en 2015, Jay Rockefeller était chargé de collecter l'argent et d'acheter les bonbons. Cette tradition est moins connue ; un article de 2009 affirmait que même l' historien du Sénat des États-Unis n'en sait pas grand-chose.
| Dates                              | Sénateur         | État            | Marques des bonbons | Ref.   |
| ---------------------------------- | ---------------- | --------------- | --- | ------ |
| 1968 – 3 janvier 1971              | George Murphy    | Californie      | – | ,      |
| 21 janvier 1971 – 3 janvier 1977   | Paul Fannin      | Arizona         | Bonbons durs |        |
| 4 janvier 1977 – 15 janvier 1979   | Harrison Schmitt | Nouveau-Mexique | Bonbons durs | [ 2 ]  |
| 5 janvier 1981 – 3 janvier 1983    | Roger Jepsen     | Iowa            | Bonbons durs |        |
| 3 janvier 1983 – 3 janvier 1985    | Steve Symms      | Idaho           | « Bel assortiment de sucreries » des « associations de bonbons et de chocolat ». |        |
| 3 janvier 1985 - 3 janvier 1987    | Slade Gorton     | Washington      | « 'De grandes quantités' de bonbons fabriqués dans son État natal » |        |
| 3 janvier 1987 – 3 janvier 1989    | John McCain      | Arizona         | – |        |
| 3 janvier 1989 – 3 janvier 1993    | Slade Gorton     | Washington      | – |        |
| 5 janvier 1993 – 3 janvier 1995    | Jim Jeffords     | Vermont         | – |        |
| 4 janvier 1995 – 7 janvier 1997    | Bob Bennett      | Utah            | – |        |
| 7 janvier 1995 – 3 janvier 2007    | Rick Santorum    | Pennsylvanie    | La société Hershey et les produits Just Born | [ 3 ]  |
| 3 janvier 2007 – 4 juin 2007       | Craig Thomas     | Wyoming         | Petites confiseries et chocolatiers locaux du Wyoming | ,      |
| 25 juin 2007 – 3 janvier 2009      | George Voinovich | Ohio            | Spangler Dum Dum Pops, produits Mars Incorporated et Harry London |        |
| 3 janvier 2009 – 9 septembre 2009  | Mel Martinez     | Floride         | – | ,      |
| 10 septembre 2009 – 3 janvier 2011 | George LeMieux   | Floride         | « Mini-barres Hershey et Werther's Originals » | [ 7 ]  |
| 14 février 2011 – 7 janvier 2015   | Mark Kirk        | Illinois        | Wrigley's Gum, Garrett's Popcorn, Tootsie Rolls et Jelly Belly. | ,      |
| 7 janvier 2015 – 3 janvier 2023    | Pat Toomey       | Pennsylvanie    | Just Born, Bonbons Josh Early, produits Mars (3 Musketeers), produits Hershey. | [ 10 ] |
| 3 janvier 2023 - Aujoud'hui        | Todd Young       | Indiana         | Gummies, chocolat au lait, Red Hots, Toxic Waste (de Candy Dynamics, basé à Indianapolis), Sour Punch Straws (de American Licorice Co., basé à La Porte), caramels, jelly beans enrobés de chocolat, Buckeyes, mini-barres chocolatées. |        |